# Биверхед (округ)
Биверхед (англ. Beaverhead County) — округ штата Монтана в Соединённых Штатах Америки. Столица округа — г. Диллон.
Округ был создан в 1864 году. Общая площадь округа составляет 14,431 км². Это крупнейший по территории округ штата Монтана.
Согласно переписи 2010 г. население округа Биверхед — 9246 жителей.. Плотность — 1 чел/км².

## Демография
Наибольшие города округа Биверхед :
- Диллон
- Лайма

Биверхед граничит с округами штата Монтана:
- Равалли — на северо-западе
- Дир-Лодж — на севере
- Силвер-Боу — на севере
- Мадисон — на востоке

Кроме того, округ граничит с округами штата Айдахо.
- Фримонт — на юго-востоке
- Кларк — на юге
- Лемхай — на западе